# مدیر پرونده گنوم
مدیر پرونده گنوم (به انگلیسی: GNOME Files)،‌  که در گذشته با نام ناتیلوس (Nautilus) شناخته می‌شد، یک مدیر پروندۀ رسمی برای میزکار گنوم و یک نرم‌افزار آزاد و متن‌باز است. ناتیلوس ابتدا توسط شرکت ایازل ساخته شد. این برنامه در میزکار گنوم ۱.۴ (سال ۲۰۰۱) جایگزین گنو میدنایت کامندر شد و از نسخۀ ۲.۰ به بعد مدیر پرونده پیشفرض گنوم است.

## تاریخچه
ناتیلوس در ابتدا توسط شرکت ایازل و اندی هرتزفلد (بنیانگذار ایازل و مهندس سابق اپل) در سال 1999 توسعه یافت. ناتیلوس برای اولین بار در سال 2001 منتشر شد و توسعه آن از آن زمان تا کنون ادامه دارد.

## تاریخچه توسعه
- نسخه ۱.۰ در ۱۳ مارس ۲۰۰۱ منتشر شد[۲] و در گنوم نسخه ۱.۴ گنجانده شد.[۳]
- در نسخه ۲.۰، به جی‌تی‌کی ۲.۰ انتقال داده شد.
- در نسخه ۲.۲، تغییراتی برای سازگاری بیشتر با دستورالعمل‌های رابط کاربری داده شد.
- در نسخه ۲.۴، شاخه Desktop به شاخه ~/Desktop تبدیل پیدا کرد (علامت ~ نشان‌دهنده شاخۀ خانه کاربر است) تا با استانداردهای freedesktop.org مطابقت داشته باشد.
- در نسخه ۲.۶، ناتیلوس به یک رابط فضایی  تغییر پیدا کرد.[۴]
- در نسخه ۲.۱۴، این تغییرات انجام شدند:[۵][۶]
  - بهبود یافتن جستجو
  - پشتیبانی یکپارچه از نرم‌افزار Beagle (اختیاری)
  - امکان ذخیرۀ جستجوها به شکل پرونده مجازی
- در نسخۀ ارائه شده با گنوم ۲.۲۲، از فایل‌سیستم مجازی GnomeVFS به GVfs منتقل شد.
- در نسخۀ پایدار ۲.۲۴، برخی ویژگی‌های جدید مانند مرورگر زبانه‌ای و بهبود تکمیل خودکار با کلید tab اضافه شدند.
- در نسخه ۲.۳۰، ناتیلوس به‌طور پیشفرض از رابط فضایی به مدل ناوبری مرورگر بازگشت.
- در نسخه ۲.۳۲، این تغییرات انجام شدند:
  - افزودن یک پیغام‌خطا برای اطلاع دادن تداخل هنگام کپی یا جابجایی پرونده‌ها
  - جلوه‌های بصری
  - بهبود بخش سطل‌زباله
- در نسخه ۳.۰، سعی در بهبود تجربه کاربری شده است. نوار کناری و آیکون‌ها به‌طور کامل اصلاح شدند و اتصال به سرور بهبود یافته است.[۷] همچنین ناتیلوس به جی تی‌کی ۳ منتقل شد.
- در نسخه ۳.۴، قابلیت برگرداندن (Undo) اضافه شد.
- در نسخه ۳.۶، این تغییرات انجام شدند:
  - رابط کاربری اصلاح شده
  - یک آیکون symbolic برای نوار کناری (سایدبار)
  - حذف ویژگی تنظیم پس‌زمینۀ پنجره، حالت تقسیم صفحه، حالت فضایی، اسکریپت‌ها، حالت نمای فشرده و حالت نمای درختی
  - نام برنامه از ناتیلوس به مدیر پرونده گنوم عوض شد

در این نسخه به‌دلیل تغییرات عمده، برخی توزیع‌ها مانند لینوکس مینت تصمیم گرفتند که نسخه ۳.۶ را به‌عنوان مدیرپرونده پیشفرض انتخاب نکنند و از نسخه ۳.۴ استفاده کنند.
- در نسخه ۳.۸، یک قابلیت جدید برای مشاهدۀ پرونده‌ها و شاخه‌ها به‌صورت درختی اضافه شد، یک بخش برای اتصال به سرور در نوار کناری (سایدبار) اضافه شد و قابلیت «نمایش نتایج جستجو ها به‌صورت تدریجی» اضافه شد.
- در نسخه ۳.۱۰، رابط کاربری کمی اصلاح شد و در آن، نوارعنوان ها و نوارابزار ها در یک ابزارک به نام هِدِربار (HeaderBar) ادغام شدند.
- در نسخه ۳.۱۸، قابلیت همگام‌سازی و ادغام تنظیمات گوگل درایو و نرم‌افزار GOA (gnome-online-accounts) اضافه شد.

## ویژگی‌ها
نشانک‌ها، پس‌زمینه های پنجره، نکته‌ها و افزونه‌ها همگی در مدیر پرونده گنوم پیاده‌سازی و گنجانده شده‌اند. همچنین کاربر می‌تواند برای مشاهدۀ محتویات پوشه‌ها، حالت نمایش را بین حالت شمایلی، فهرست‌وار یا فهرست فشرده تغییر دهد. در حالت مرورگری، مدیر پرونده گنوم یک تاریخچه از پوشه‌های اخیراً بازدید شده را مانند یک مرورگر وب نگه می‌دارد و امکان بازدید سریع‌تر از پوشه‌ها را فراهم می‌کند.
مدیر پرونده گنوم می‌تواند پیش‌نمایشی از پرونده‌های داخل پوشه‌ها (مثل فایل‌های متنی، تصویری، صوتی یا ویدئویی) را در آیکون مخصوص آن پوشه نشان دهد. همچنین زمانی که نشانگر ماوس را روی یک فایل صوتی ببرید، فایل صوتی بازپخش می‌شود (این‌کار توسط چارچوب جی‌استریمر صورت می‌گیرد).

### مدیریت سامانه‌های پرونده

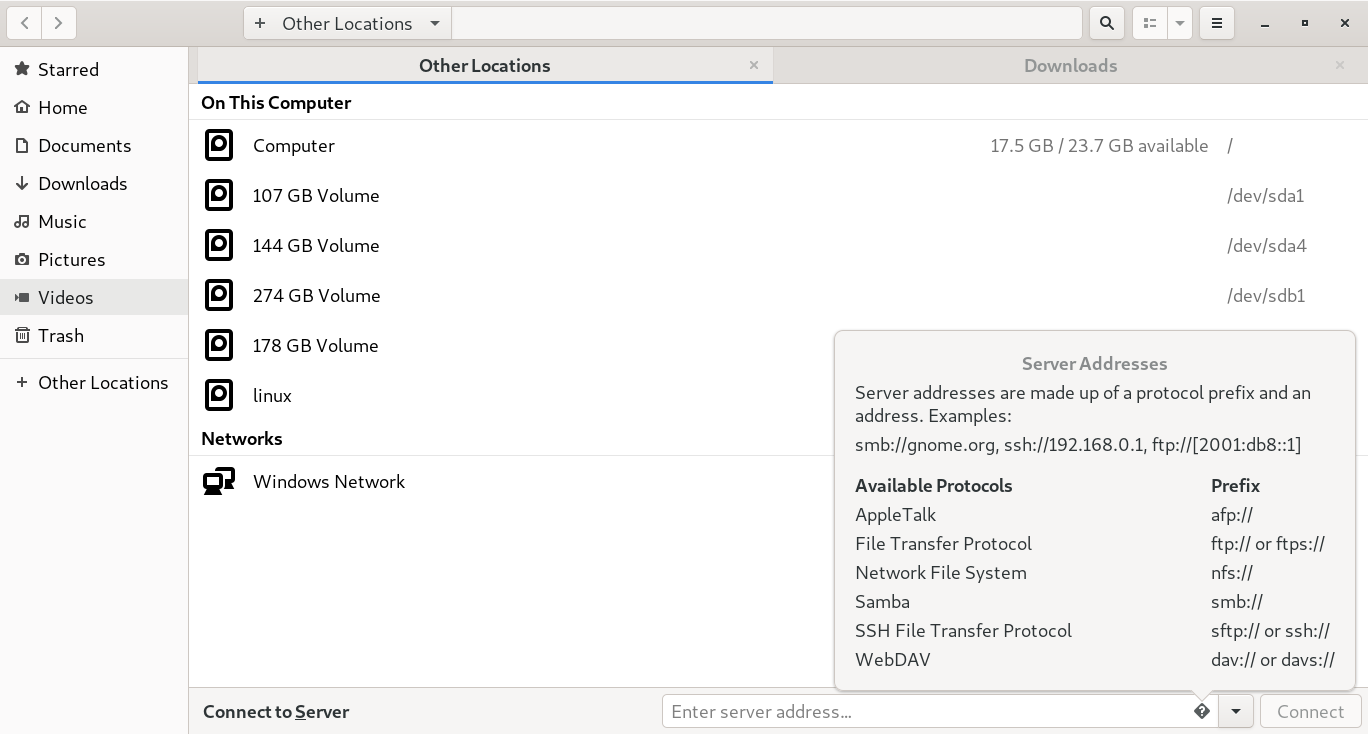
مدیر پرونده گنوم یک بخش ویژه برای مدیریت دستگاه‌های ذخیره سازی، پارتیشن‌ها و سامانه‌های پرونده محلی و از راه دور دارد.

مدیر پرونده گنوم می‌تواند از طریق یک لایه انتزاعی سامانۀ پرونده (ارائه شده توسط GVfs)، سامانه‌های پروندۀ محلی و از راه دور را مرور و کنترل کند؛ از جمله:
- وبگاه های دارای پروتکل FTP و SFTP
- موارد اشتراک‌گذاری شده با SMB ویندوز
- پروتکل‌های OBEX ،FISH، اچ‌تی‌تی‌پی و WebDAV

مدیر پرونده گنوم با به‌کار بردن کتابخانه GIO، می‌تواند تغییرات پرونده‌های محلی را به‌صورت آنی نشان دهد، و با این‌کار دیگر نیاز به تازه‌سازی(رفرش) به‌صورت دستی را نخواهید داشت. GIO از سیستم آگاه‌سازی رویدادهای Gamin ،FAM ،Linux's inotify و Solaris پشتیبانی می‌کند.

### فهرست‌بندی و جستجوی پرونده‌ها
مدیر پرونده گنوم برای فهرست‌بندی پرونده‌ها از نرم‌افزار Tracker استفاده می‌کند و از این رو، می‌تواند نتایج جستجوی پرونده‌ها را سریع نشان دهد.

## پیوندهای مرتبط
- کانکرور مرورگر تارنما و سیستم پرونده KDE
- تیونار مرورگر سیستم پرونده XFCE
- دلفین مرورگر سیستم پرونده KDE
- مدیریت فایل پی‌سی‌من اف‌ام مرورگر سیستم پرونده LXDE
- مرورگر سیستم پرونده میزکار روکس (مرورگر قبلی LXDE) معمولاً با JWM یا آیس‌دابلیوام استفاده می‌شد.
- مقایسه‌ای بین مرورگرهای مختلف سیستم پرونده